# Али-Капу

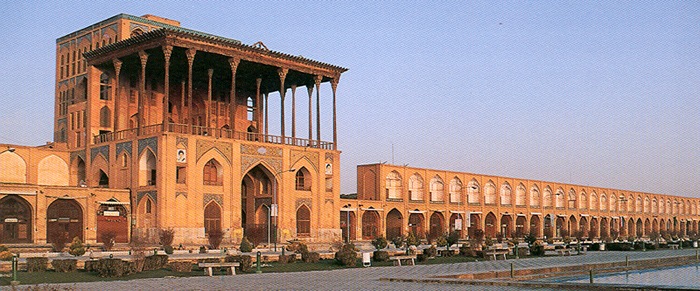
Внешний вид дворца

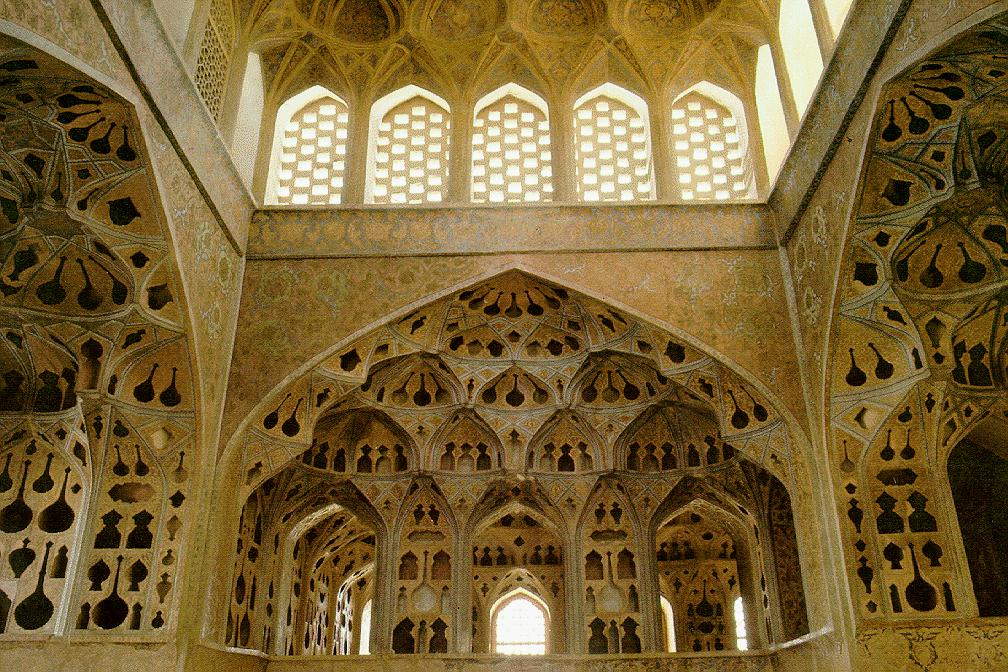
Вид на музыкальный зал

Дворец Али-Капу (букв. «Высокие ворота, азерб. Yüksək Qapı və ya Ali Qapı, перс.  عالی‌قاپو‎:,  Ali Kapu) — исторический дворец в городе Исфахан в Иране, расположенный с западной стороны площади Имама, напротив мечети шейха Лотфоллы. Дворец строился в XVI веке. Здание насчитывает шесть этажей, его высота — 48 метров.
Вид площади Имама с дворцом размещён на банкноте 20 000 иранских риалов образца 2004 года.
Высокие ворота, место церемонии, сыграли роль символического перехода между закрытой структурой комплекса и социальностью площади. Государственный дворцовый комплекс, частью которого являются Али-Капу, состоял из множества зданий, соединённых друг с другом и использовавшихся для разных функций. Строительство этого комплекса началось во времена правления шаха Аббаса I; Во время правления шаха Сафи были добавлены новые участки, и все строительство было завершено шахом Аббасом II. Комплекс состоял из ряда зданий, в том числе государственного дома, казенный дом, гарем, небольшого павильона под названием Талар-э Тавиле, где принимали послов. Одной из самых отличительных особенностей дворцов Сефевидов является то, что вокруг них не было толстых стен или крепостей.
Наглядность и открытость были характерными чертами дворцовой архитектуры сефевидских царей и представительства государства. Расположенный в самом сердце столицы Сефевидов, Дворец Высоких ворот был построен как неотъемлемая часть одного из самых оживленных коммерческих и религиозных центров города, в отличие от навязчивых османских и могольских дворцов, окруженных толстыми и высокими стенами. В отличие от своих современников, сефевидские шахи претендовали на роль представителей имамов на земле, придавали большее значение понятиям смирения и щедрости и пытались проявить их в церемониальной и архитектурной деятельности. Непосредственная визуальная и пространственная связь между Дворцом Высоких ворот и площадью также является проявлением этой архитектурной культуры. Дворец изображен на оборотной стороне банкноты Ирана в 20 000 риалов. Дворец также изображен на оборотной стороне банкноты в 20 иранских риалов 1953 года.

## Этимология названия
Название дворца «Али» арабское «высокий», «великолепный», а дверь взята из азербайджанского слова. Означает — высокая дверь. Этот дворец был построен в семнадцатом веке по указу шаха Аббаса I. В этот период дворец использовался для приема высокопоставленных лиц и иностранных послов. Шах впервые отпраздновал здесь Новруз в 1597 году.

## Строительство дворца
Дворец Али-Капу расположен к западу от площади Накши Джахан, напротив мечети шейха Лотфоллы. Али-Капу был официальной резиденцией царей Сефевидов. Четвёртым монументальным памятником площади является Дворец «Высокие ворота», который расположен в середине западного фасада и образует вход в дворцовый комплекс Довлетихане. Хотя дворец относится к периоду Тимура, позже он был перестроен шахом Аббасом в 1597 году, а новые этажи и балкон были добавлены во время правления шаха Аббаса II. Высота дворца 48 м, он состоит из 6 этажей. Можно увидеть два этажа здания, если смотреть спереди, три этажа здания, если смотреть справа и слева, и все пять этажей, если смотреть сзади. 6-й этаж, где находится музыкальная комната, снаружи не виден. Дворец, который изначально был двухэтажным, позже был достроен во время правления шаха Аббаса II, шаха Сулеймана и султана Хусейна.
Во дворце расположены 52 комнаты с различными украшениями на полу, потолке и стенах. Когда мы входим в дверь, нас встречает длинный коридор. Главной достопримечательностью коридора является его «эхо». Говорят, что шепот, сделанный здесь в одном углу, слышен из другого параллельного ему угла. На 1-й и 2-й этажи здания можно пройти по коридору и по плиточным лестницам. Эти этажи служили «залами ожидания», где гости шаха ждали разрешения на встречу с ним. Первый этаж используется как вход. Здесь два зала. В указанный период оно использовалось как здание административного суда. Его размеры 20 х 19 метров, а высота 13 метров.

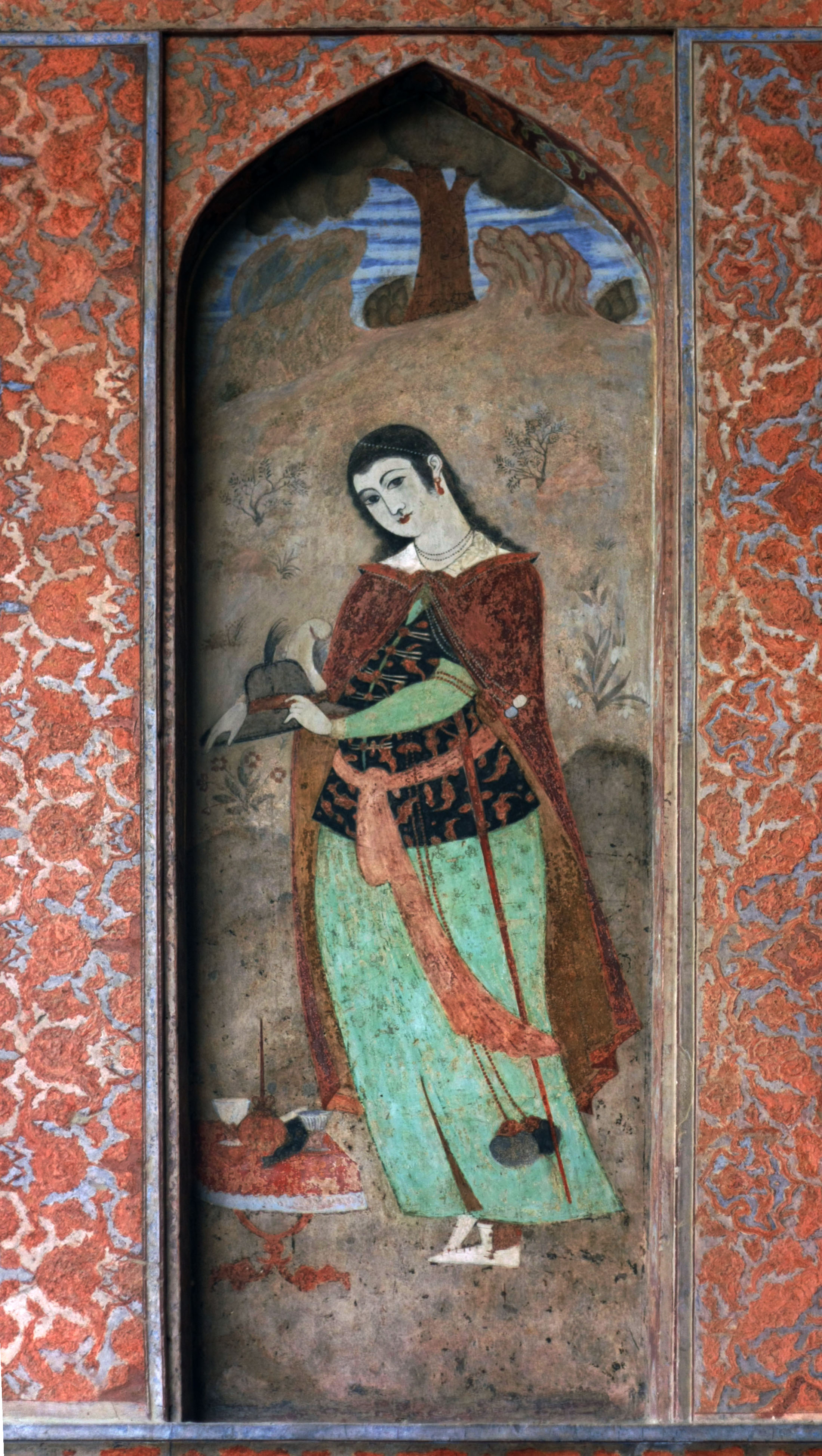
Роспись стен во дворце Али-Капу

Со второго этажа видна мечеть шейха Лотфоллы.
На третьем этаже находится терраса, одна из самых интересных частей дворца, возвышающаяся на 18 тонких и изящных колоннах. Каждая из колонн изготовлена из платанов высотой 12 метров. Потолок балкона украшен простой деревянной резьбой. Бассейн посередине сделан из меди и свинца. Когда-то королевская семья наблюдала отсюда за всеми мероприятиями, вечеринками и играми в поло на площади. Этот балкон с 18 колоннами был построен во времена правления шаха Аббаса II.
Над этим залом расположены 2 промежуточных этажа дворца.
На 6-м этаже памятника находится музыкальный зал под названием Тонг Бори, стены которого имеют глубокие круглые полости, обладающие акустической ценностью. Шах Аббас давал здесь концерты, чтобы развлечь гостей и иностранных послов. Этот номер полностью украшен уникальным дизайном и выполнен из гипса. Если вы станете в центре этого мюзик-холла и хлопнете в ладоши, вы увидите, что звук не отражается. В таком большом и объемном помещении цель такой конструкции – добиться того, чтобы король и его гости могли слышать музыку четко и без искажений.

### Декорация
Убранство дворца Али-Капу включает в себя штукатурку, плитку, зеркала, картины, плитку Гири, резьбу по дереву, чеканку и кирпичную кладку, а также освещение. При изучении декоративных узоров установлено, что конструкции использовались в соответствии со строительной статикой. Например, в силовых линиях, проведенных от стены к крыше, узоры ритмичны по форме и цвету. На внутренней поверхности купола у входа имеется солярная конструкция в центральной части. Арабески вокруг него расположены в ритме от крупного к мелкому и полностью соответствуют этому сферическому пространству.
От входа в особняк Али-Капу до самой высокой части музыкального зала здание украшено произведениями искусства сефевидских художников. Следы штукатурки и красивые картины можно увидеть на каждом этаже особняка Али-Капу.
На третьем этаже Дворца Али-Капу стоят деревянные колонны, украшенные зеркалами. Потолок балкона дворца также украшен деревянным рельефом и художественной резьбой. Картины на стенах за балконом добавляют красоты зданию. Сегодня зеркало и ряд декоративных мотивов уничтожены. Внутреннее убранство включает картины сефевидского художника Резы Аббаси. Хотя некоторые из этих работ серьёзно повреждены, эти повреждения не уменьшают их ценности. Узорчатые ковры – ещё одна особенность интерьера дворца Али-Капу. Во дворце много украшений могана, которые являются основными чертами исламских исторических зданий. Сефевиды интересовались живописью и рисунком, и многие из произведений, сохранившихся во дворце Али Капы, считаются наиболее важными образцами исторического искусства Исфахана. Отсутствие имени художника и даты написания под многими росписями на стенах дворца затрудняет идентификацию художника.
На стенах памятника можно найти не только миниатюру, но и образцы стиля европейских художников. Например, хотя на 1-м, 2-м, 4-м и 5-м этажах дворца есть картины Рзы Аббаси и подобных стилей, на 3-м и 6-м этажах есть более современные картины. Эти работы защищены стабилизирующим раствором. Изделия из золота
 можно найти на стенах и сводах особняка.
В эпитафиях и писаниях дворца Али-Капу упоминается, что некоторые части дворца были восстановлены во время правления шаха Султана Хусейна. Золотые изделия также можно найти на стенах, арках и потолках особняка Али-Капу.

## Галерея

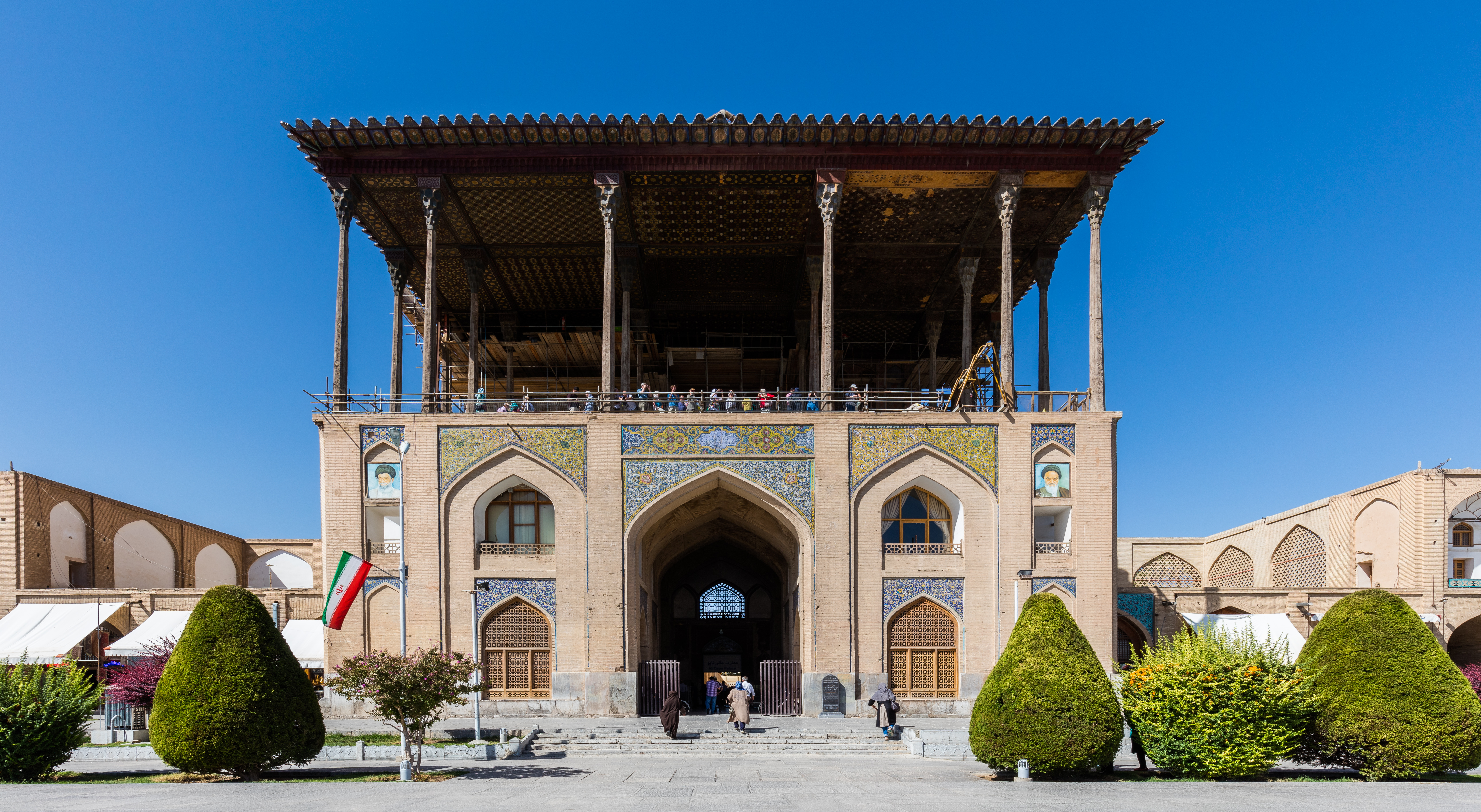
Вид на дворец спереди
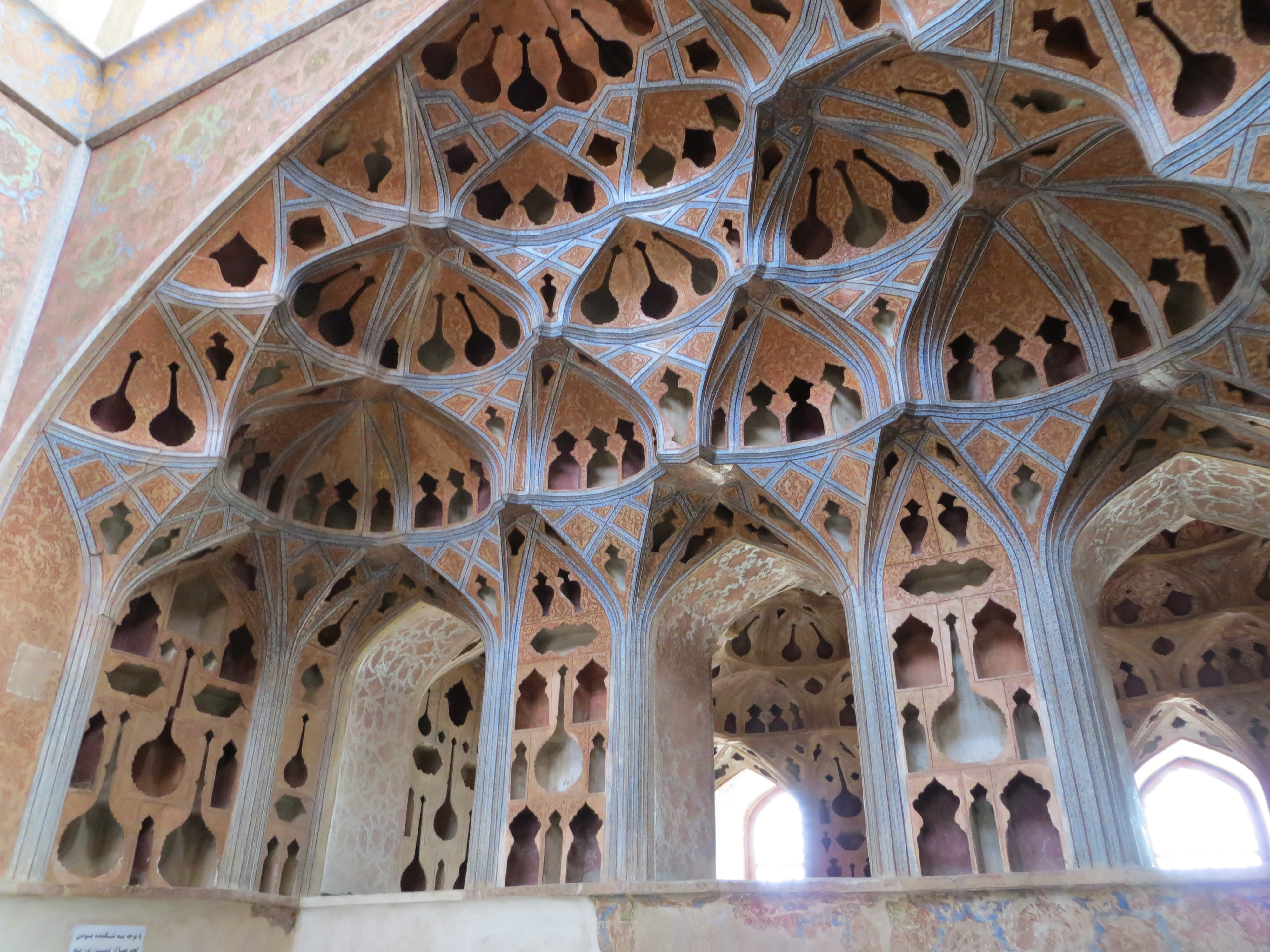
Музыкальный зал
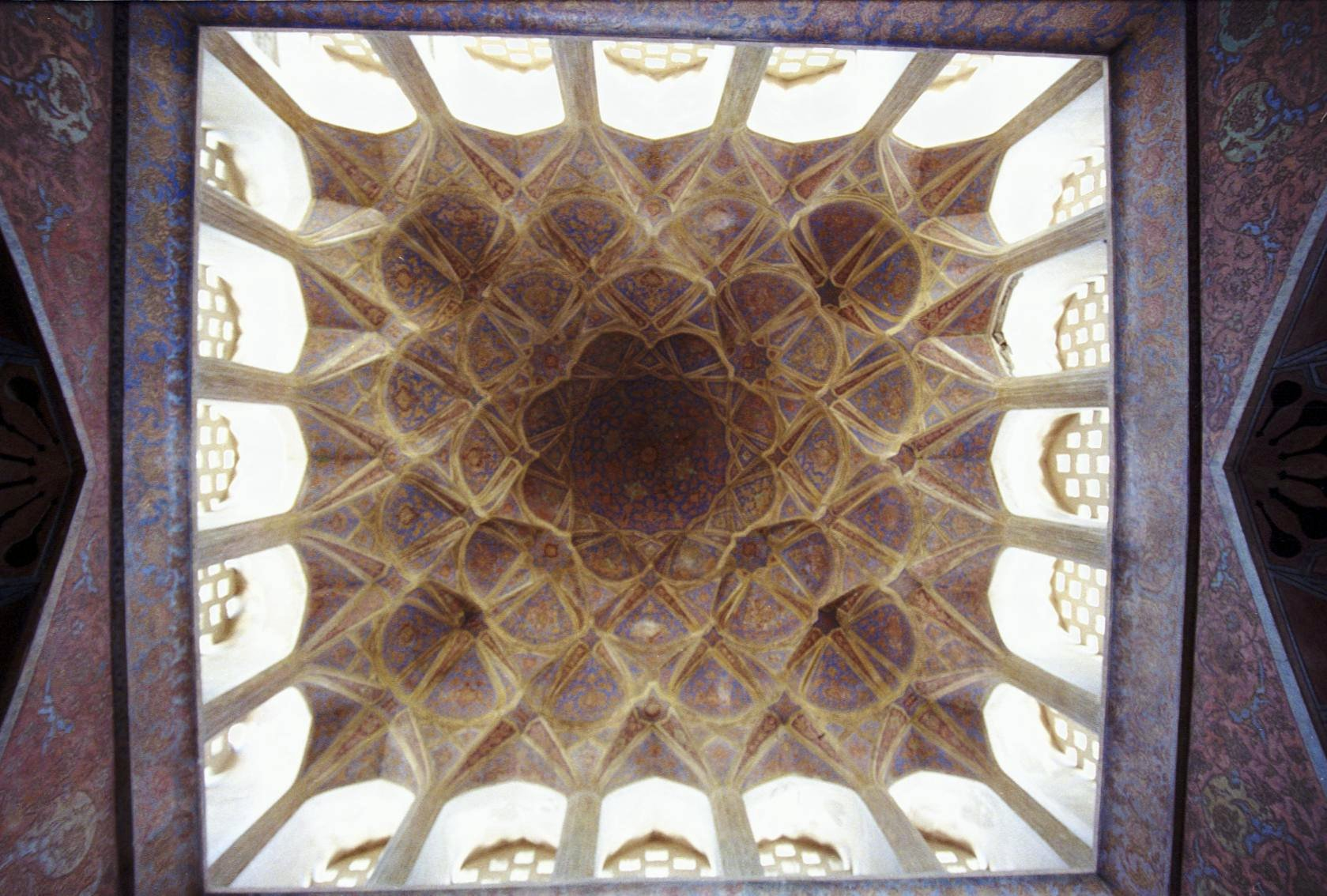
Потолок музыкального зала
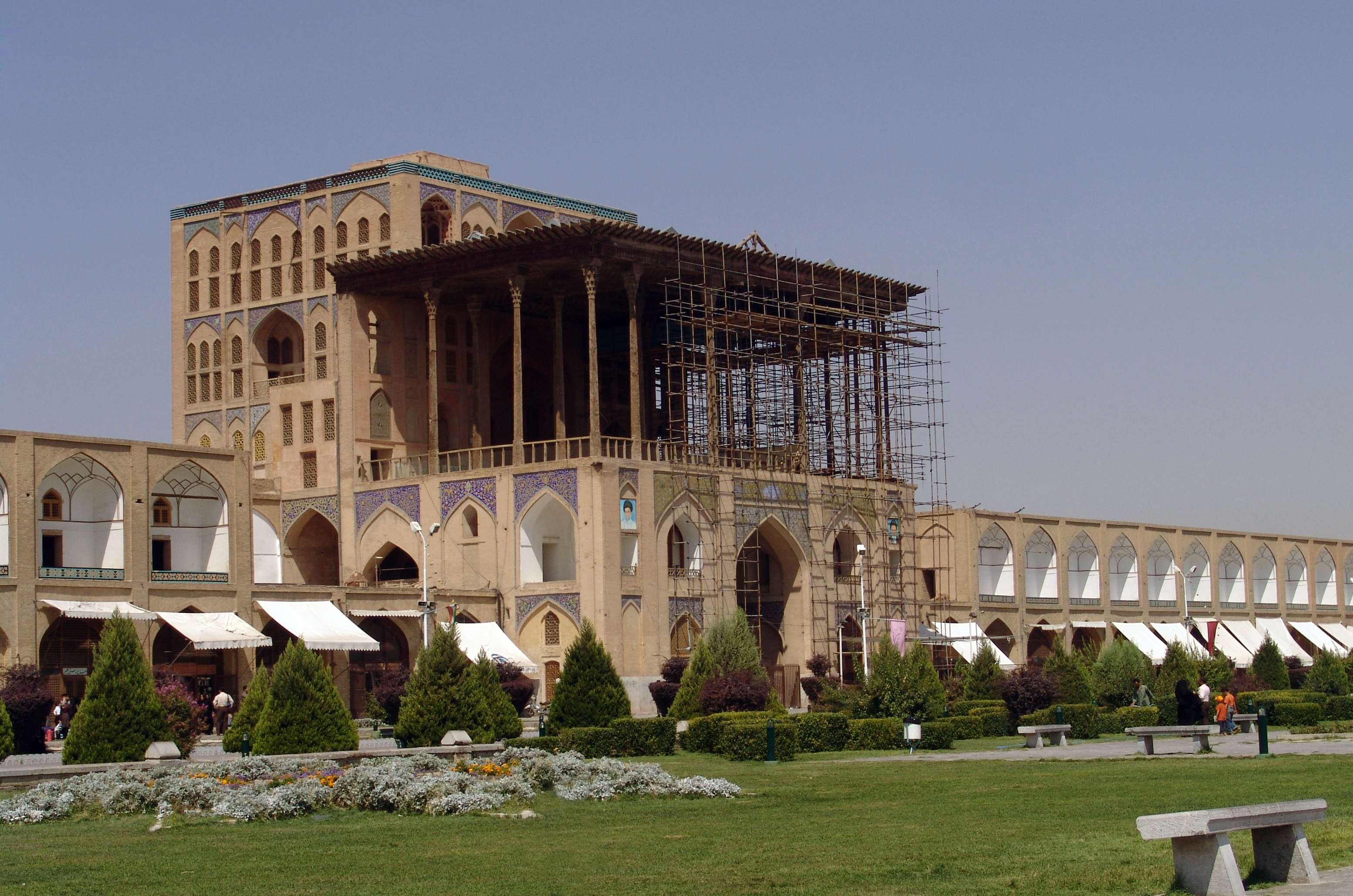
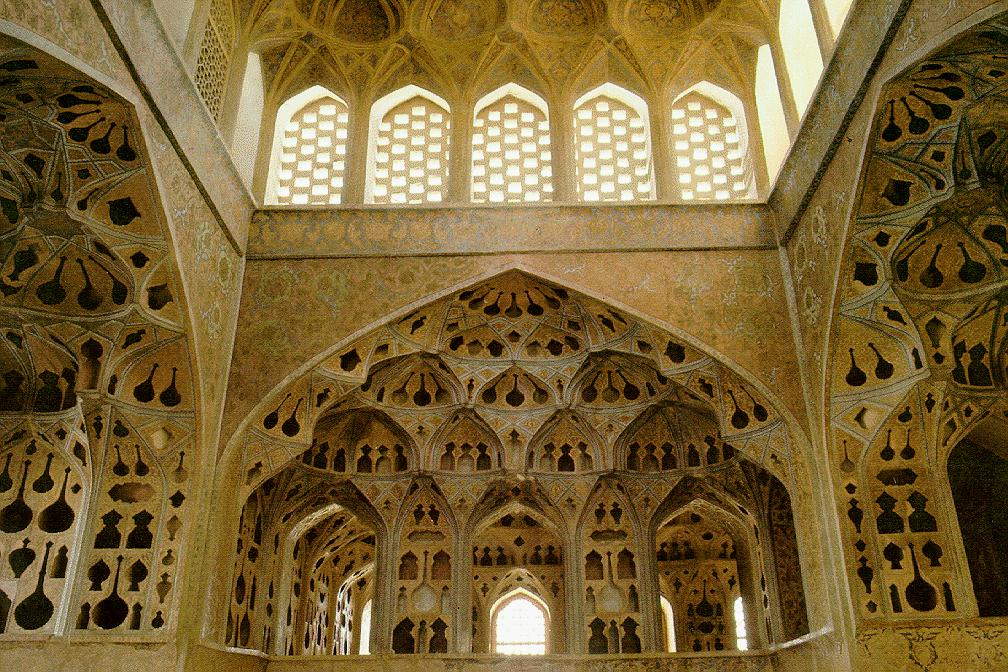
Вид на музикальный холл с другого ракурса
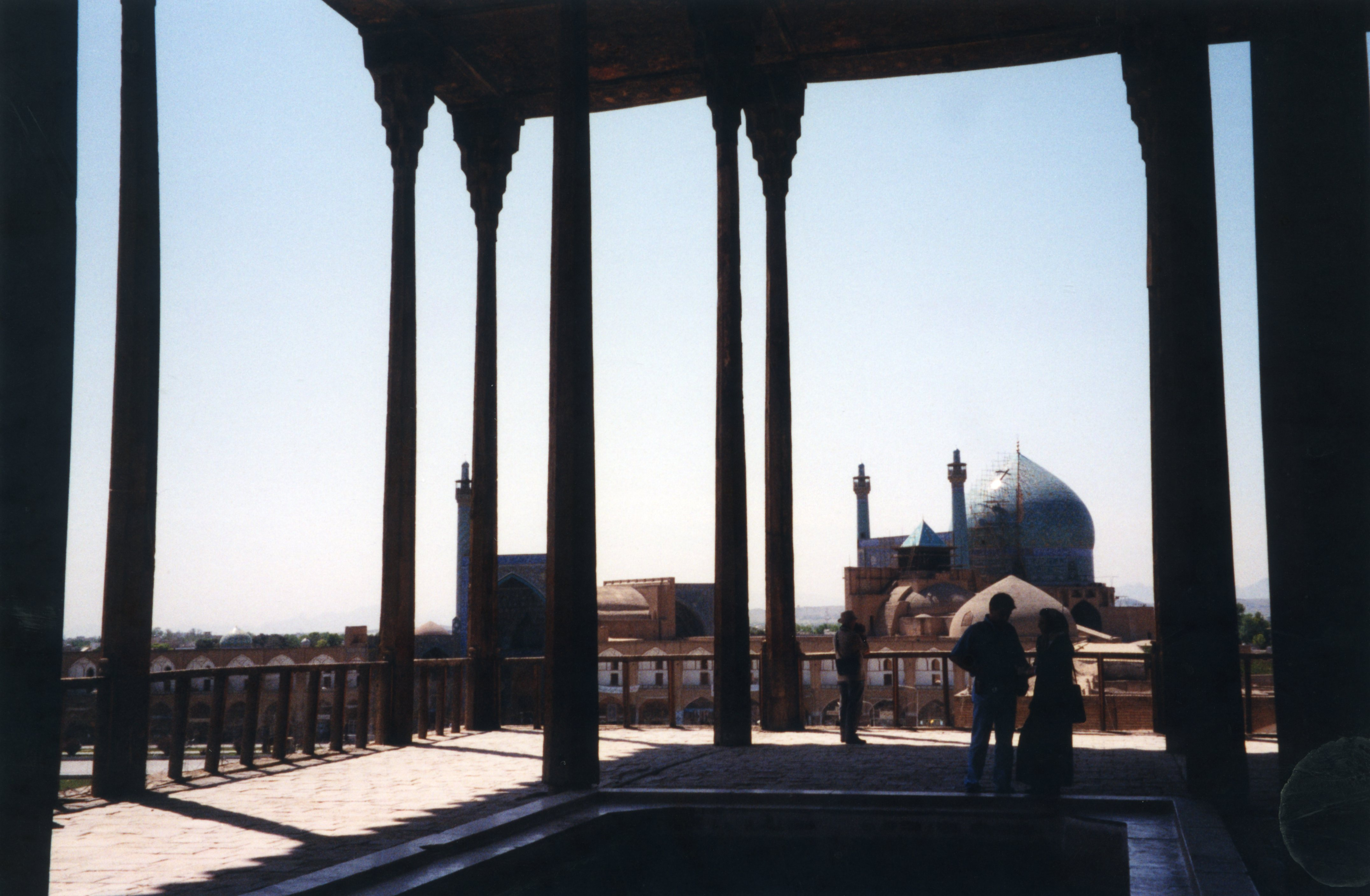
Терраса
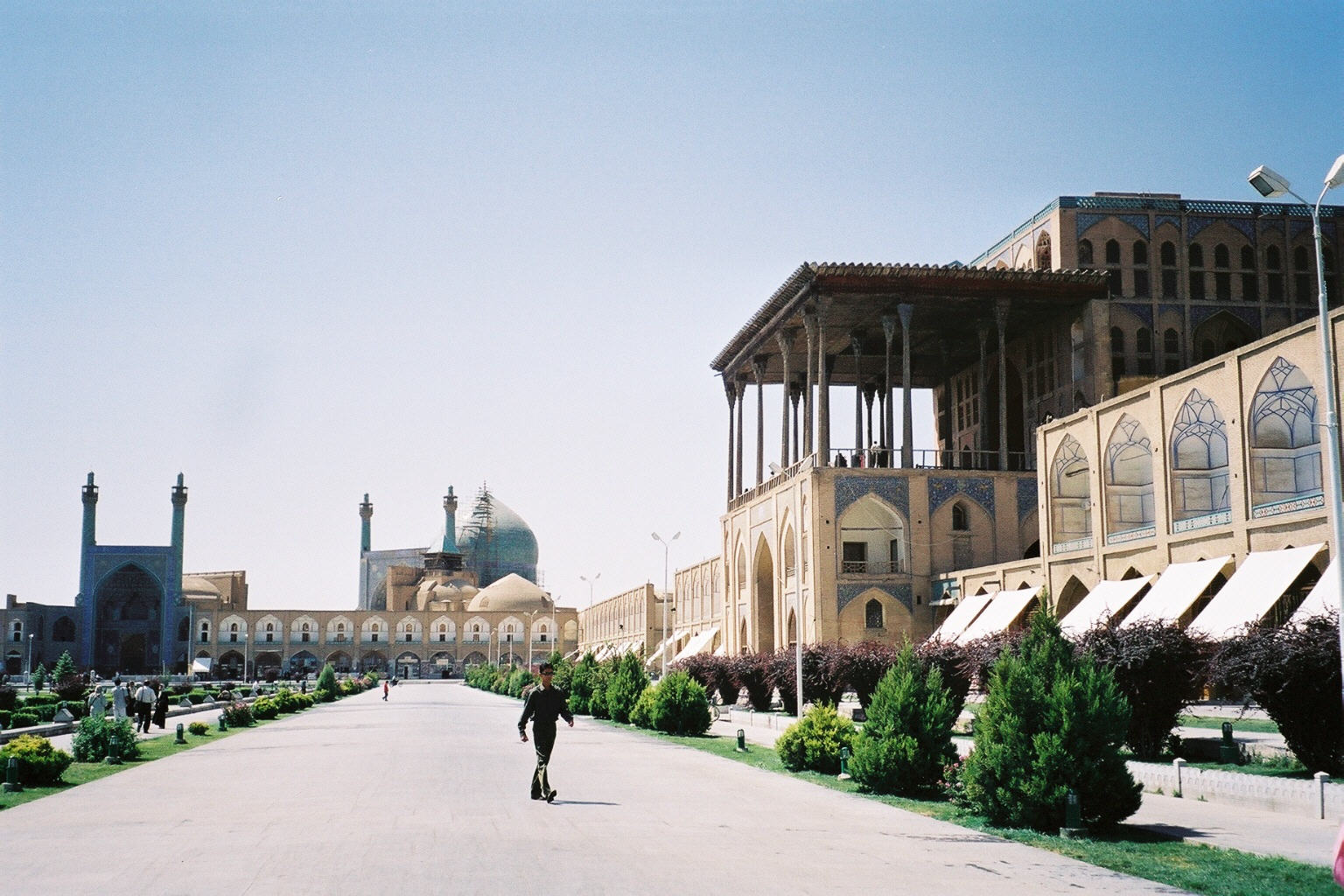
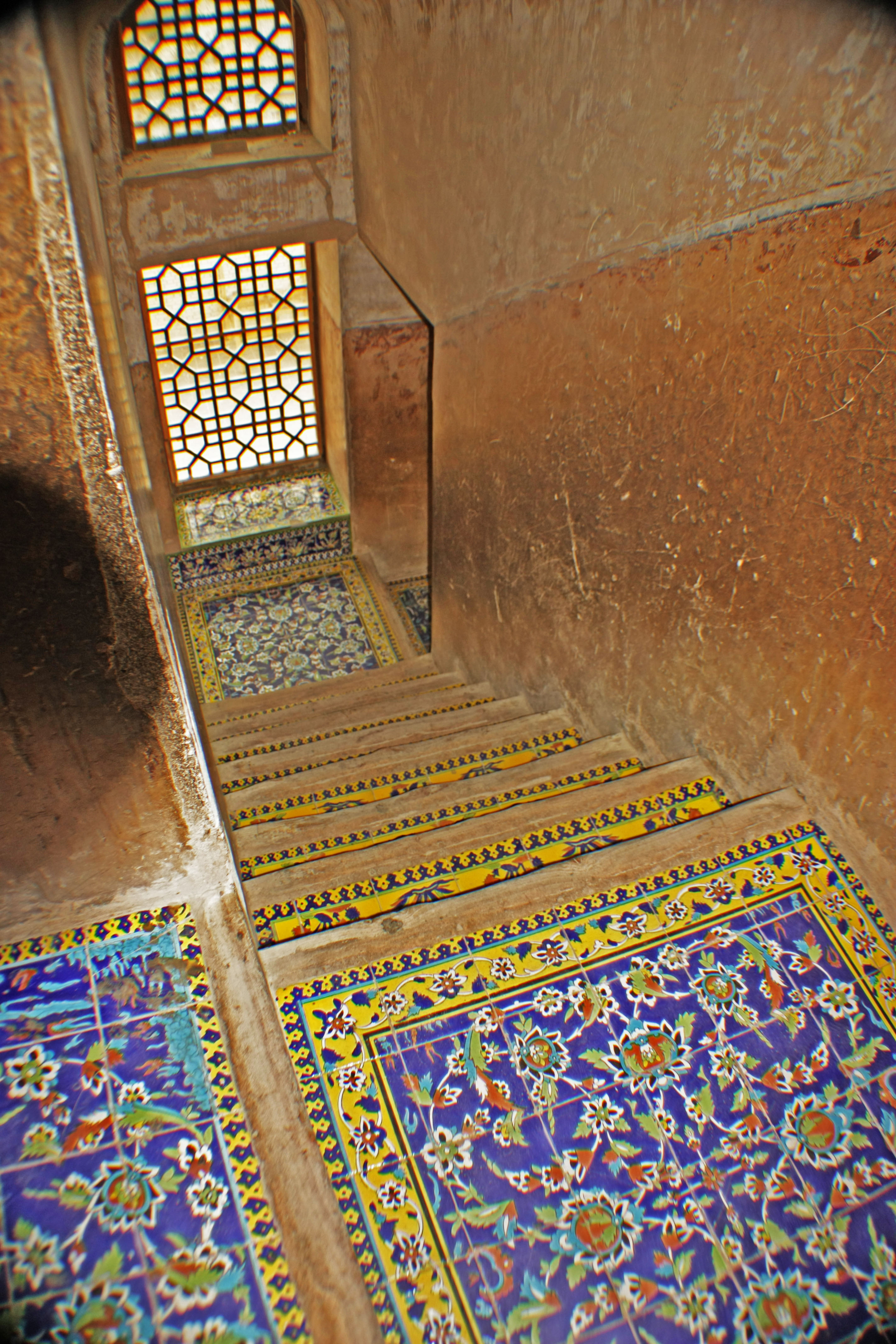
Лестница внутри дворца
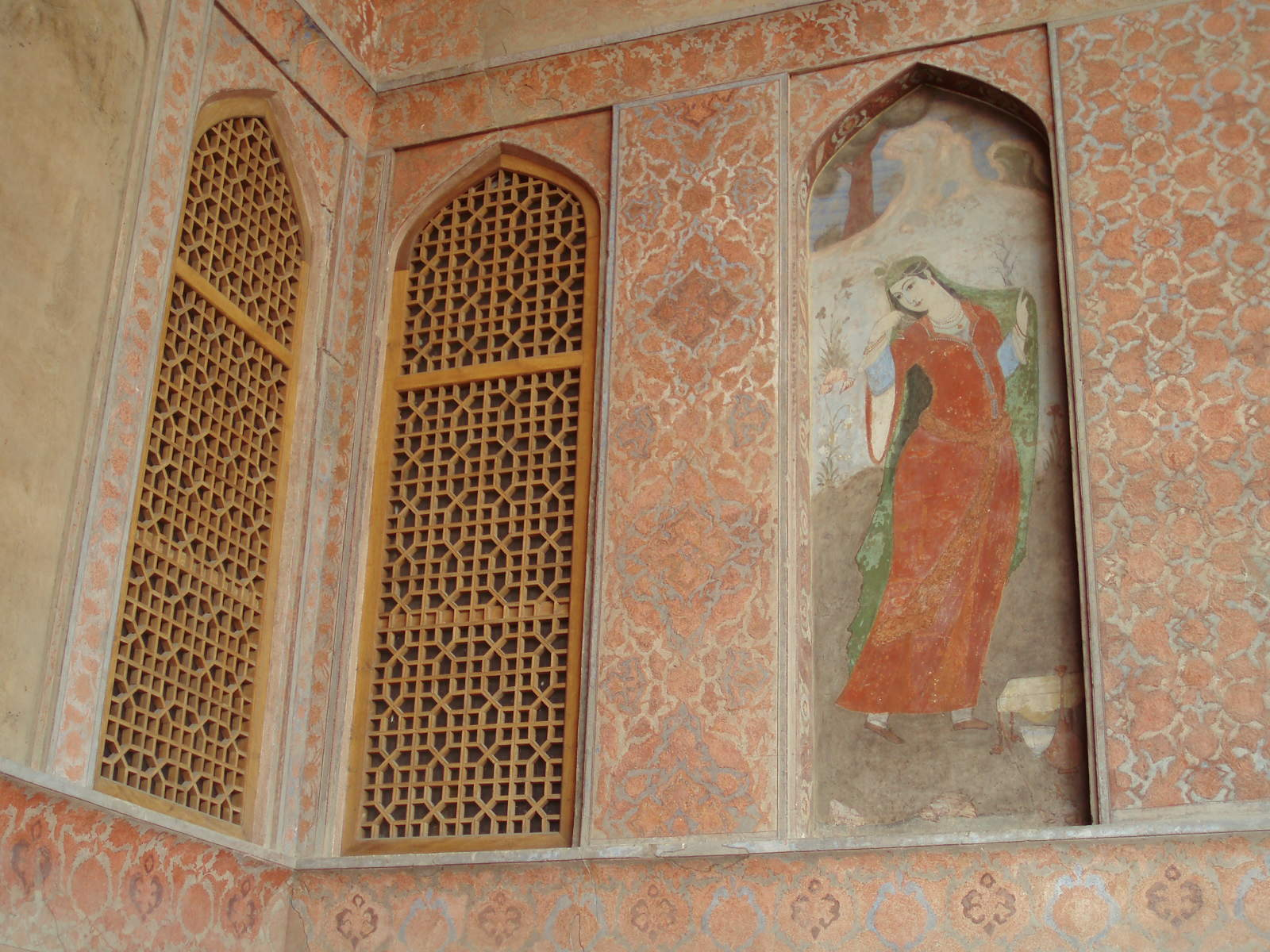
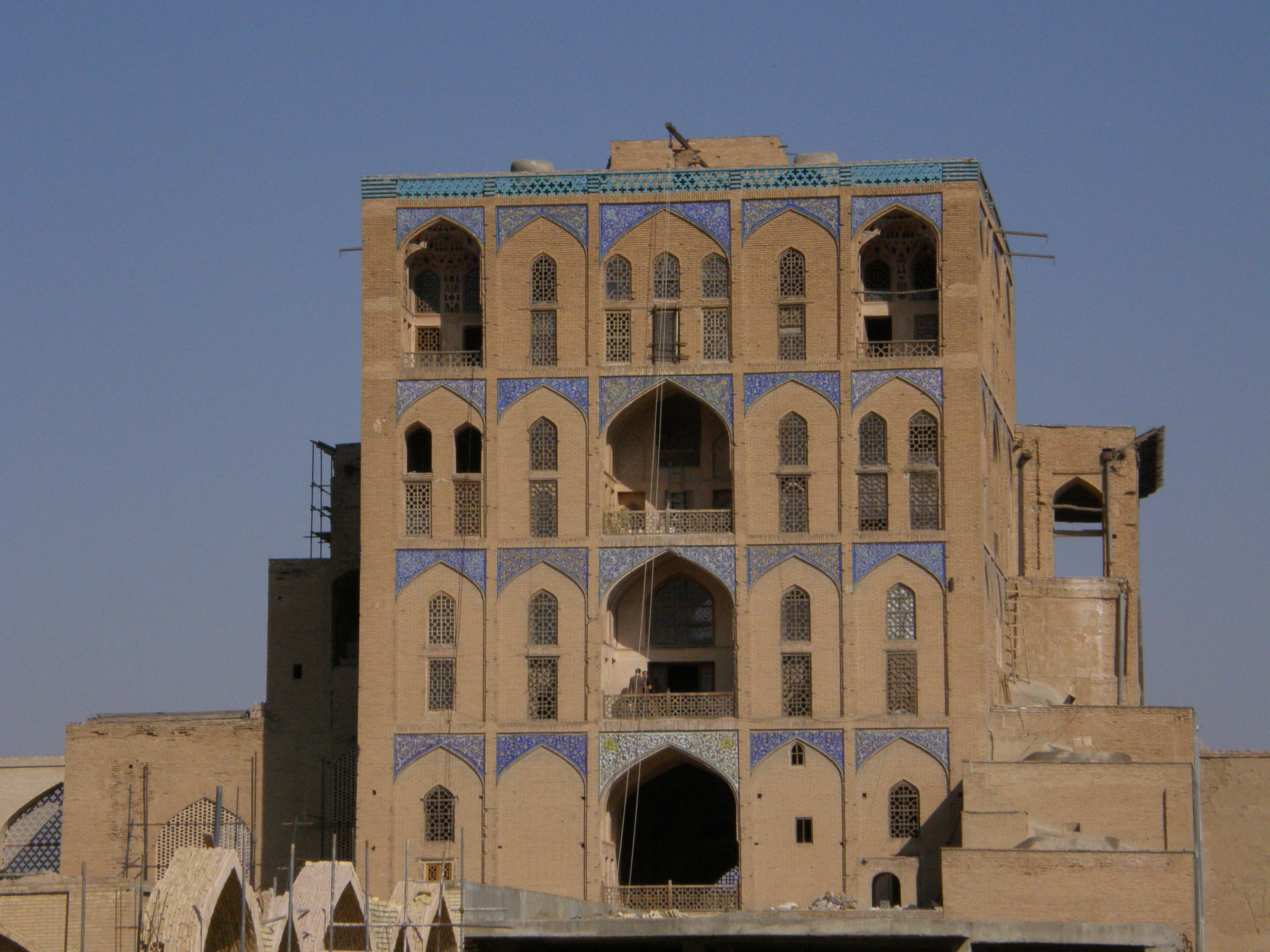
Вид на дворец сзади
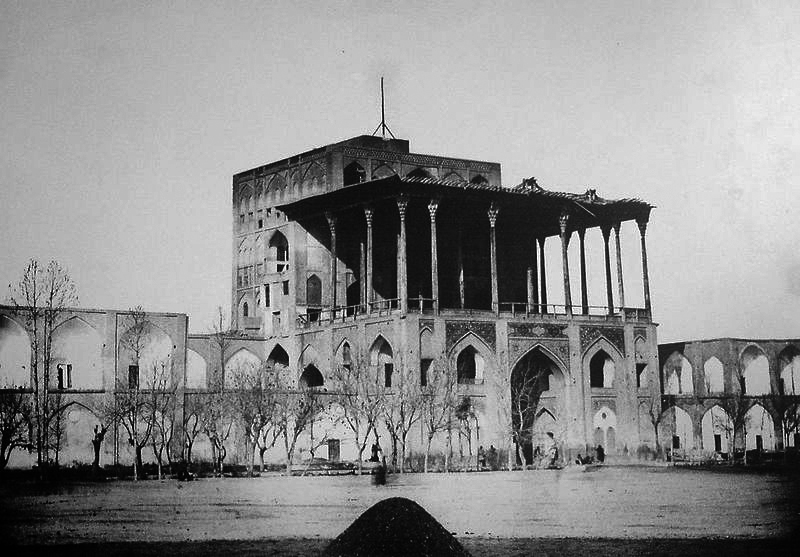
Высокие ворота 1909 г., автор фото Эрнст Хельцер
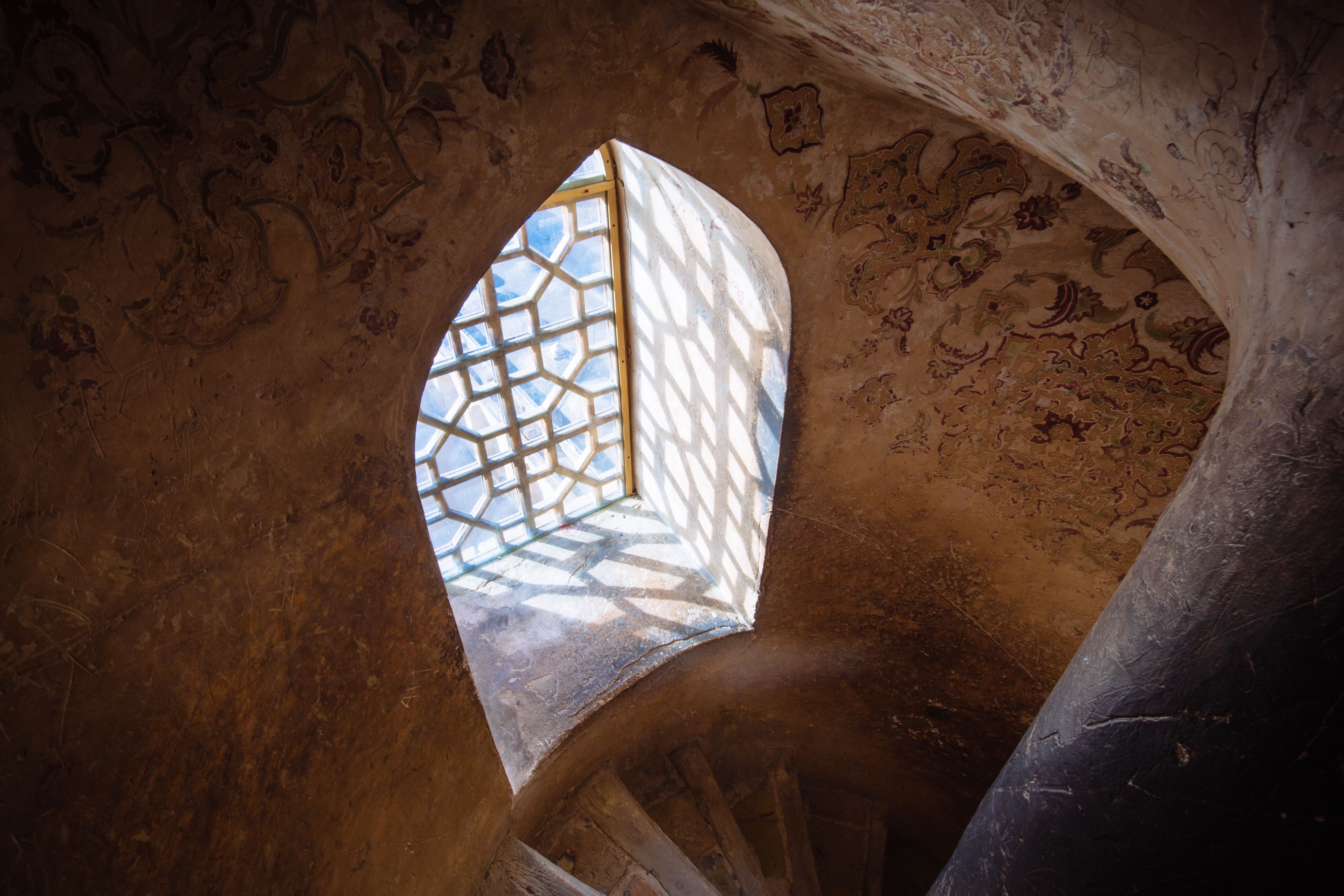
деревянное окно над лестницей
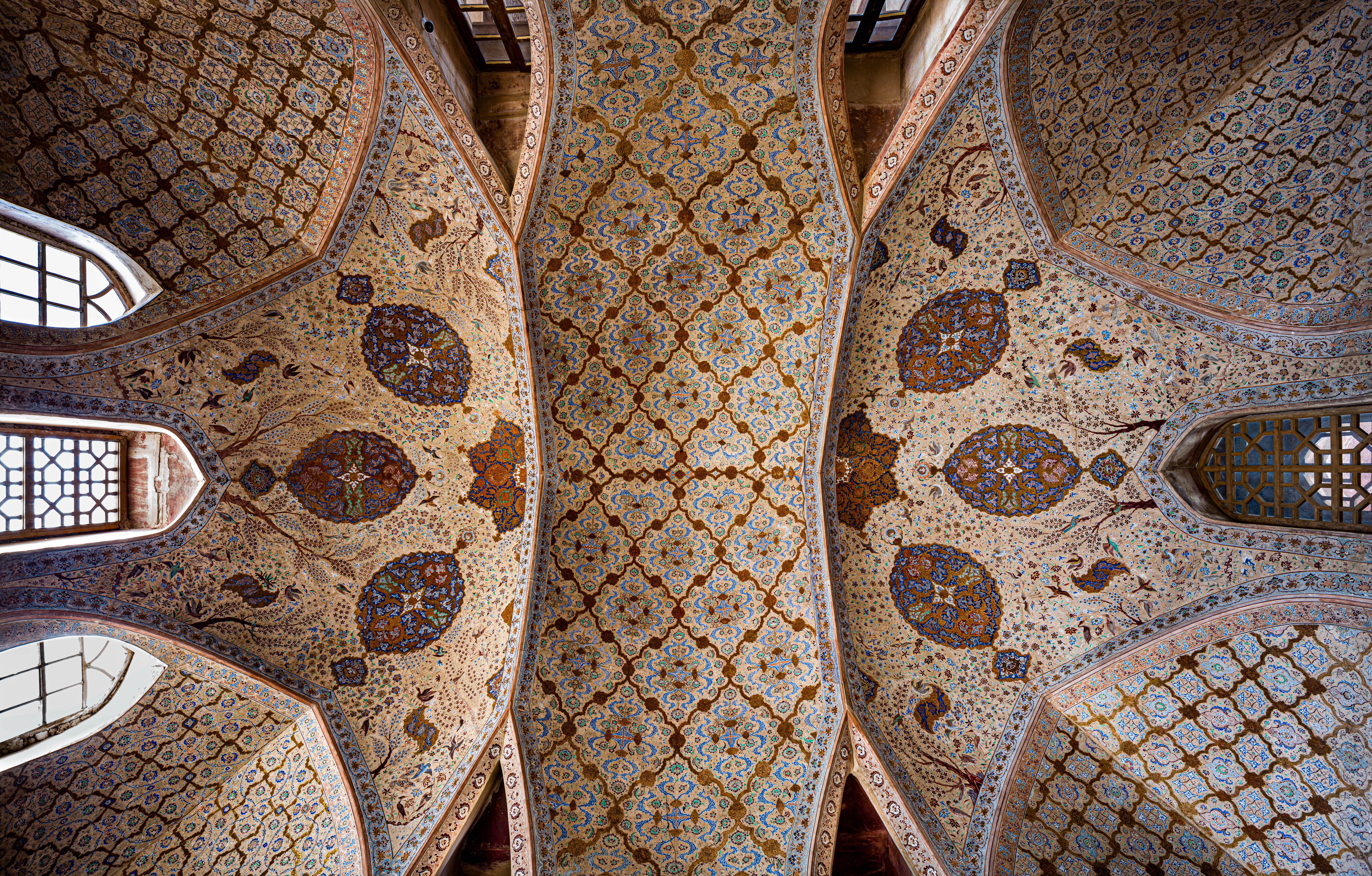
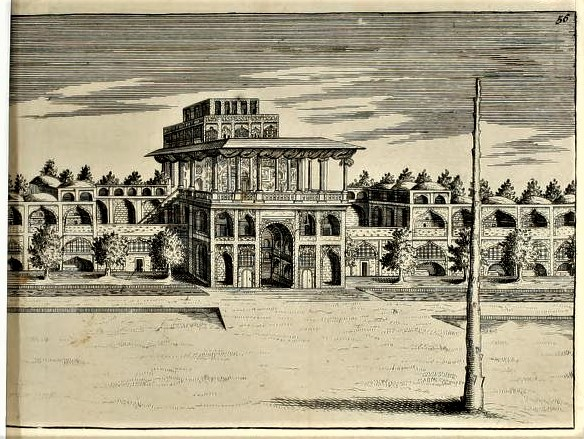
Али-Капу XVII век
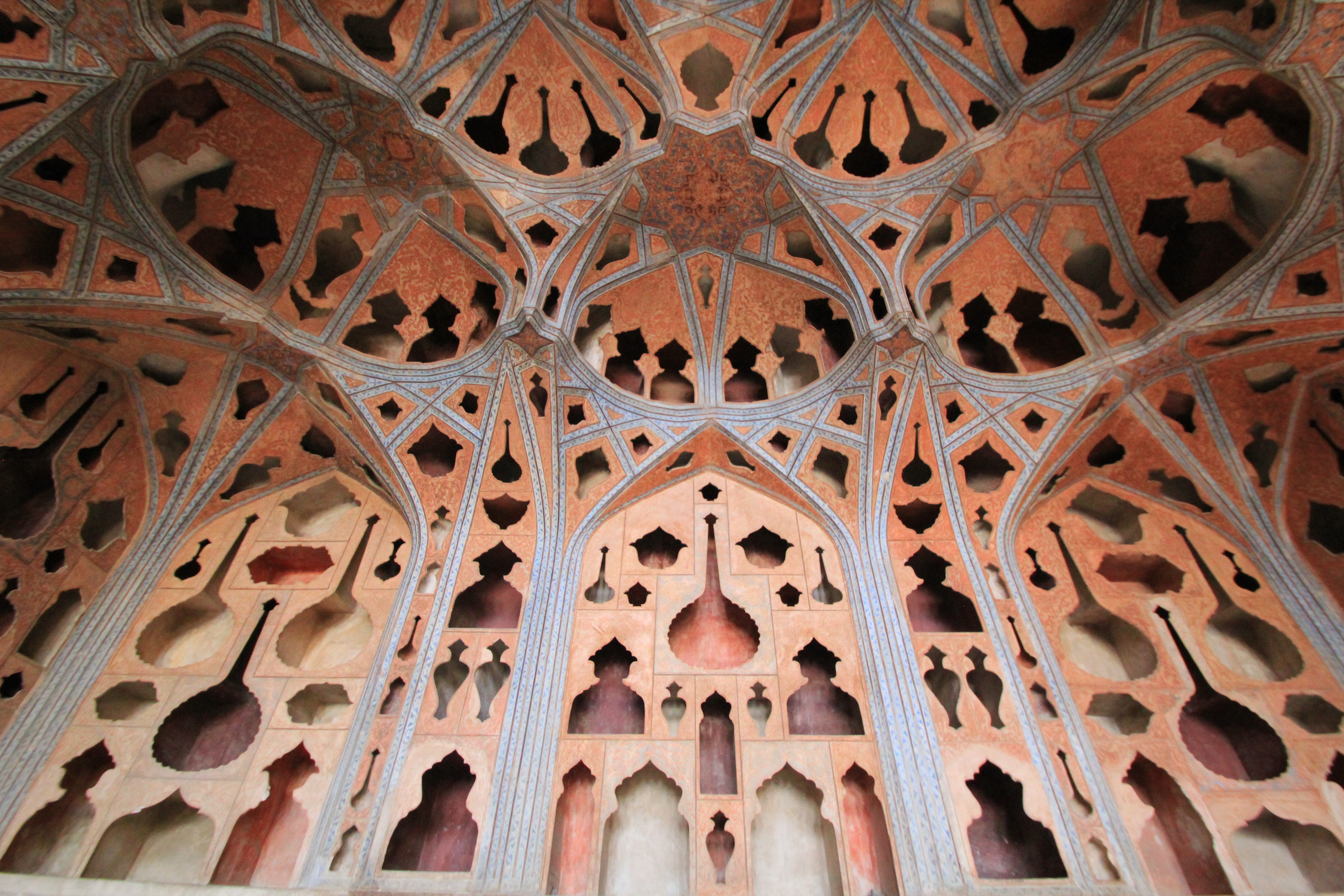
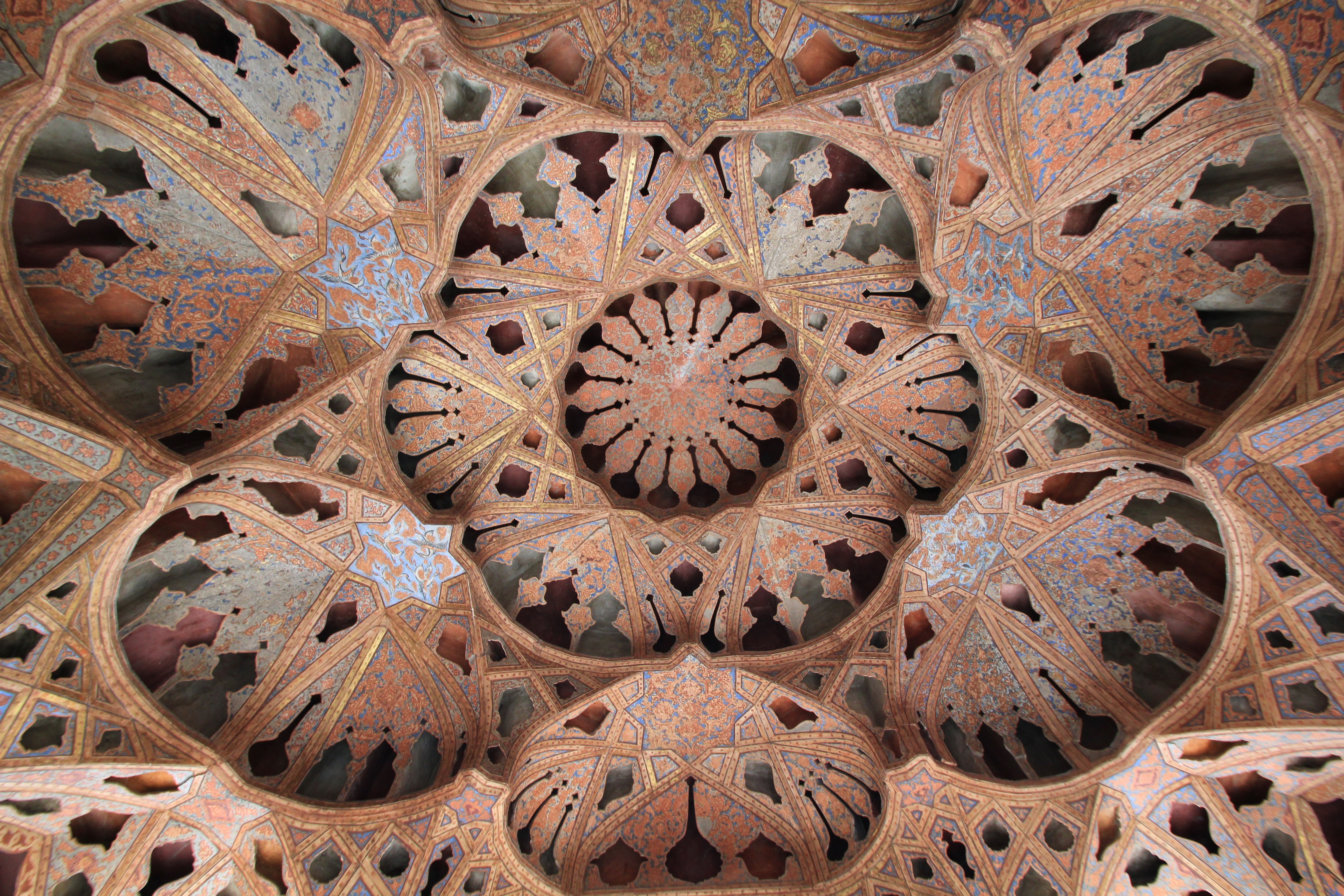
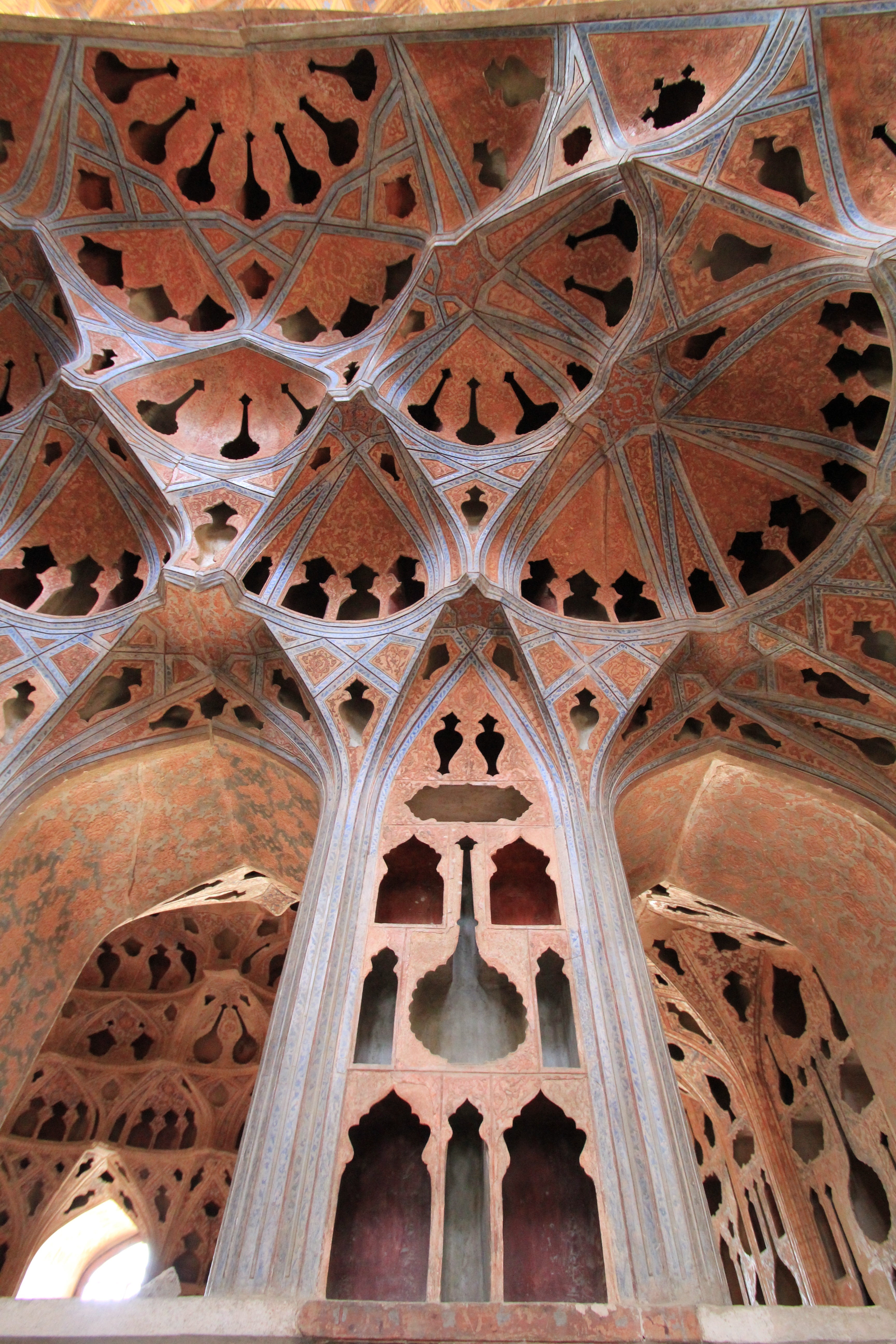
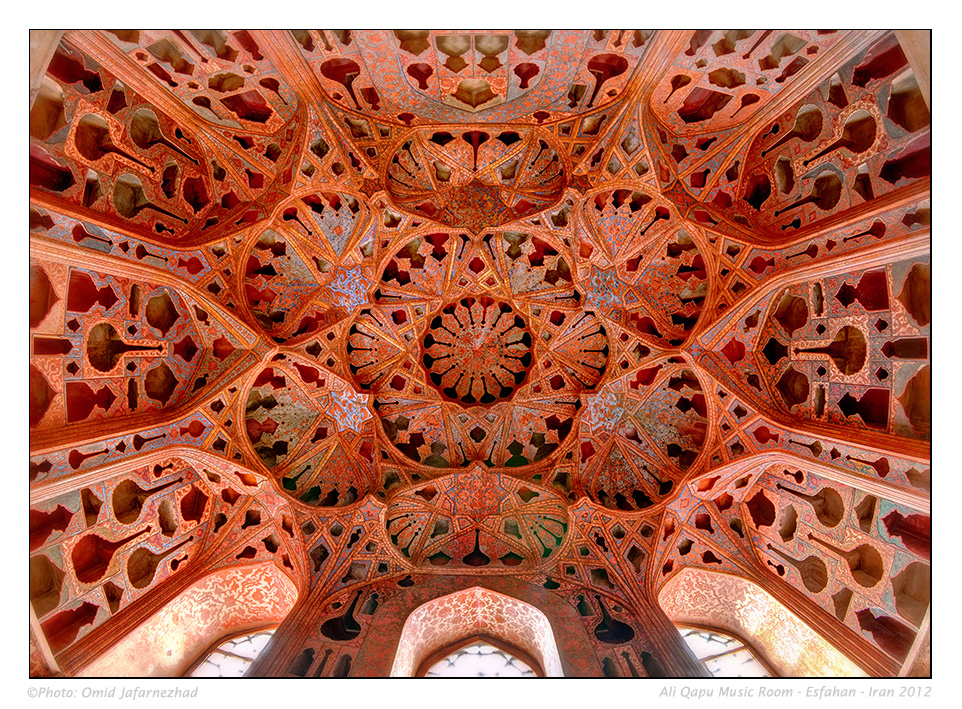